# 코드 오브 프린세스
코드 오브 프린세스(일본어: コード・オブ・プリンセス, Code of Princess)는 스튜디오 사이젠센에 의해 개발되고 아가츠마 엔터테인먼트에 의해 닌텐도 3DS용으로 배급된 액션 롤플레잉 비디오 게임이다. 2012년 4월에 일본에서 아가츠마 엔터테인먼트에 의해 출시되었으며, 북아메리카에서는 2012년 10월 아틀러스 USA를 통해 출시되었다. 아가츠마 엔터테인먼트는 유럽과 오스트레일리아에도 2013년 3월 '이숍 타이틀' 전용으로 출시했다. 마이크로소프트 윈도우용 버전은 2016년 4월에 출시되었다. 닌텐도 스위치용 개선판 코드 오브 프린세스 EX가 2018년 7월과 8월 사이 출시되었다.

## 평가
| 평론 점수 평론사 점수 3DS NS PC 디스트럭토이드 9/10 [ 6 ] 8.5/10 [ 7 ] N/A 유로게이머 6/10 [ 8 ] N/A N/A 게임 인포머 7.5/10 [ 9 ] N/A N/A 게임스팟 7.0/10 [ 10 ] N/A N/A 게임스레이더+ [ 11 ] N/A N/A 하드코어 게이머 N/A 3.5/5 [ 12 ] 3.5/5 [ 13 ] IGN 6.9/10 [ 14 ] N/A N/A Joystiq [ 15 ] N/A N/A 닌텐도 라이프 9/10 [ 16 ] 7/10 [ 17 ] N/A 닌텐도 월드 리포트 8/10 [ 18 ] 8.5/10 [ 19 ] N/A 포켓 게이머 [ 20 ] N/A N/A RPGamer 3.5/10 [ 21 ] N/A N/A 통합 점수 메타크리틱 67/100 [ 22 ] 66/100 [ 23 ] 53/100 [ 24 ] |        |        |        |
| 평론 점수 |        |        |        |
| 평론사 | 점수   | 점수   | 점수   |
| 평론사 | 3DS    | NS     | PC     |
| 디스트럭토이드 | 9/10   | 8.5/10 | N/A    |
| 유로게이머 | 6/10   | N/A    | N/A    |
| 게임 인포머 | 7.5/10 | N/A    | N/A    |
| 게임스팟 | 7.0/10 | N/A    | N/A    |
| 게임스레이더+ | [ 11 ] | N/A    | N/A    |
| 하드코어 게이머 | N/A    | 3.5/5  | 3.5/5  |
| IGN | 6.9/10 | N/A    | N/A    |
| Joystiq | [ 15 ] | N/A    | N/A    |
| 닌텐도 라이프 | 9/10   | 7/10   | N/A    |
| 닌텐도 월드 리포트 | 8/10   | 8.5/10 | N/A    |
| 포켓 게이머 | [ 20 ] | N/A    | N/A    |
| RPGamer | 3.5/10 | N/A    | N/A    |
| 통합 점수 |        |        |        |
| 메타크리틱 | 67/100 | 66/100 | 53/100 |